# NGC 1047
NGC 1047 je galaksija u zviježđu Kit.

## Vanjske poveznice
- SEDS: NGC 1047